# Habbema-Neuguinea-Beutelmaus

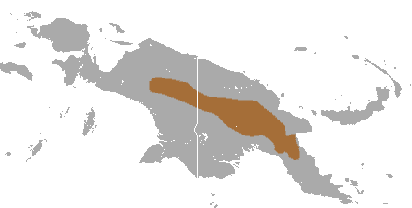
Verbreitungsgebiet (braun)

Die Habbema-Neuguinea-Beutelmaus (Murexia habbema) ist eine Art aus der Gruppe der Neuguinea-Beutelmäuse innerhalb der Familie der Raubbeutler (Dasyuridae), die im Hochland von Neuguinea vorkommt.
Die Art ist nach dem See Habbema benannt, wo das Typusexemplar gefunden wurde.

## Merkmale
Die Habbema-Neuguinea-Beutelmaus ist eine mittelgroße Beutelmaus und hat eine einheitliche bräunliche Färbung ohne eine Musterung durch Streifen oder Flecken. Lediglich der Schwanz, auf dessen Unterseite ein markanter Haarkamm verläuft, ist in den meisten Fällen zweifarbig, mit einer dunklen Ober- und einer hellen Unterseite. Er kann jedoch auch einfarbig dunkelbraun sein. Die Krallen sind schlank und leicht gekrümmt. Die Habbema-Neuguinea-Beutelmaus erreicht eine Kopf-Rumpf-Länge von 11,2 bis 12,2 (Männchen) bzw. 11 bis 11,7 cm (Weibchen), hat einen 10,9 bis 15,7 (Männchen) bzw. 11,9 bis 14,3 cm (Weibchen) langen Schwanz und kann ein Gewicht von 28,4 bis 45,4 (Männchen) bzw. 22,7 bis 31,2 g (Weibchen) erreichen.

## Lebensweise
Sie kommt in Bergwäldern, in Scheinbuchenwäldern sowie in subalpinem Grasland in Höhen von 1600 bis 3660 Metern vor und bevorzugt Primärwälder mit starkem Moosbewuchs. Die Art ist auch noch in gestörten Primärwäldern zu finden, aber nicht mehr in Sekundärwäldern. Die Habbema-Neuguinea-Beutelmaus ist nachtaktiv und hält sich vorwiegend am Boden auf. Als Ruheplätze dienen unterirdische Hohlräume, von denen sie sich nur wenige hundert Meter entfernen.

## Ernährung
Über ihre Ernährung und ihre Nahrungssuche ist nur wenig bekannt. Bei 56 Beutelmäusen, die an Berghängen in der Provinz Morobe in Papua-Neuguinea gefangen wurden, fanden sich bei 95 % der Exemplare Käfer im Magen. 87 % hatten Spinnen gefressen, 50 % Wanzen, 41 % Motten und Schmetterlinge, 39 % Heuschrecken und Grillen, 37 % Insekten die nicht identifiziert werden konnten, 36 % Würmer und 6 % kleine Wirbeltiere, darunter auch kleine Säugetiere, wie Haare in den Mägen zeigten.

## Fortpflanzung
Die Habbema-Neuguinea-Beutelmaus pflanzt sich wahrscheinlich jahreszeitenunabhängig während des ganzen Jahres fort. Sie nistet in selbstgegrabenen Höhlen, die ein oder zwei Eingänge haben können und 80 cm bis einen Meter in den Untergrund reichen. Die Nester bestehen aus verwobenen Blättern und Farnblättern. Weibchen haben einen gut entwickelten Beutel mit vier Zitzen, in dem sich nach jeder Geburt zwei bis vier Jungtiere aufhalten. Die Mutter säugt ihre Jungen drei Monate oder etwas länger. Männchen werden nach etwa zehn Monaten geschlechtsreif, für Weibchen gibt es dazu keine Angaben.

## Systematik
Die Habbema-Neuguinea-Beutelmaus wurde 1941 durch die US-amerikanischen Zoologen George Henry Hamilton Tate und Richard Archbold unter dem wissenschaftlichen Namen Antechinus habbema beschrieben. Die Typuslokalität liegt nördlich des Mount Trikora auf einer Höhe von 2800 Metern in Westneuguinea. Molekulargenetischen Untersuchungen des Cytochrom b, von 12S-rRNA-Genen und von Protamin-P1-Sequenzen aller Raubbeutlerartigen führten dazu, dass die Habbema-Neuguinea-Beutelmaus zusammen mit allen anderen Neuguinea-Beutelmäusen von der australischen Gattung Antechinus abgetrennt und zu einer eigenen Gattung (Murexia) vereinigt wurden. Eine auf morphologische Untersuchungen basierende und 2002 publizierte Studie kam dagegen zu dem Schluss, dass die fünf Arten der Neuguinea-Beutelmäuse weder untereinander, noch mit einer anderen Raubbeutlergruppe besonders nah verwandt sind und die Habbema-Neuguinea-Beutelmaus wurde in die monotypische Gattung Micromurexia gestellt. Eine weitere molekulargenetischen Untersuchung aus dem Jahr 2007, bei der je zwei weitere Genloci von mitochondrialer DNA und Zellkern-DNA untersucht wurden, bestätigten aber die Monophylie von Murexia. Diese Auffassung wurde inzwischen von der IUCN übernommen und fand auch Eingang das Handbook of the Mammals of the World (hier Band 5), einem Standardwerk zur Mammalogie.
Die Habbema-Neuguinea-Beutelmaus wird in zwei Unterarten unterteilt, die Nominatform Murexia habbema habbema im Maokegebirge und Murexia habbema hageni im Bismarckgebirge.

## Gefährdung
Die IUCN betrachtet den Bestand als gesichert und listet die Art als nicht gefährdet (Least Concern).